# アニメイト・コンシェルジュ
アニメイト・コンシェルジュは、日本最大手のアニメショップチェーン・アニメイトが2007年末から展開しているオリジナルコンテンツである。略称は「アニ・コン」。原作は渡辺圭子、キャラクターデザインは松本テマリが手がけている。

## 概要
- 『アニメ店長』、『アニメ店長B'店長候補生』に続くアニメイトオリジナルコンテンツ第3弾だが、左記2作との繋がりは現在のところ明示されていない[1]。
- アニメイトが独自に設立した新スタッフサービス専門職で現在は試験的に実施しており、1チーム5人前後で全国のアニメイトに派遣されていると言う設定である。
- アニメイトにて無料配布されている「きゃらびぃ」にて2007年12月から月刊で小説連載が始まり、2008年に配信された実写ドラマを経て、2009年よりドラマCDシリーズが展開されている。

## 登場人物
恵虎史（めぐみ・とらし）
実写：齋藤遼／ドラマCD：下野紘
アニメイト・コンシェルジュNo.5、担当部門は現在無く主に雑用である。通称メグ。高校二年生でコンシェルジュの中では新人。アニメが大好きだが、人見知りが激しくネガティブ思考で、アニ・コンとして働く中で自分を変えたいと思っている。
美尾蓮（みお・れん）
実写：川村武／ドラマCD：平川大輔
アニメイト・コンシェルジュNo.1、アニ・コンのチームでリーダー的存在。温厚でゆっくりした性格だが、怒るとドスの利いた声を出し恐くなる。アニ・コンになる前は教職員をしており、当時の教え子たちには何かと頼りにされている。
紫乃崎芳人（しのざき・よしと）
実写：安部慎二郎／ドラマCD：越田直樹
アニメイト・コンシェルジュNo.2、担当部門は書籍。通称シノ。アニ・コンメンバーの中で一番背が高く、何でもそつなくこなすので頼りにされている部分もあるが、自分なりのルールがあり口数が少なく表情・言葉も堅い為、接客をした客を恐がらせてしまう事もある。
紅城ルチル（べにしろ・るちる）
実写：八戸亮／ドラマCD：堀江一眞
アニメイト・コンシェルジュNo.3、担当部門はCD・DVD・ゲーム等のオーディオビジュアル部門。根は真面目で接客も好きなのだが、優れた記憶力が裏目に出てしまったり、軽そうな見た目や口調が災いしたりして、女性客から警戒されてしまっている。
桃水優津樹（ももみず・ゆづき）
実写：星名陽平／ドラマCD：高城元気
アニメイト・コンシェルジュNo.4、担当部門はキャラクターグッズ。通称ユヅ。アニ・コンメンバーの中で一番背が低く、客からはマスコットキャラクターのように見られている。しかしその見た目とは裏腹にしっかりした性格で、自らの外見も上手く利用している。頭につけている猫耳のカチューシャが特徴で、外すととんでもない事になるらしい。年齢は芳人やルチルよりも年上で、前述の蓮とは遠縁にあたる。
本郷アゲハ（ほんごう・あげは）
ドラマCD：佐藤雄大
アニメイト・コンシェルジュNo.6、ドラマCDから登場の新キャラクター。アニ・コンメンバーの成績が伸び悩んでいる際に、美尾が本店に依頼して派遣されたコンシェルジュ講師。アニ・コンメンバーの長所や短所を数秒で見抜き、言っている事は的を射ているが、大風呂敷を広げる性格で大袈裟に話す為一貫性が無く、別の店でも何度も突き返された問題講師である。
藤掛聡生（ふじかけ・さとき）
ドラマCD：石田彰
ドラマCD版のオリジナルキャラクター。美尾とは同期で口調も今風で普通の人間だが、男性・女性・子供・年寄りと言った全てに向けた作品を熟知しており、現在は美尾の上司でもある。常にテンションが高く独自の感性で構成させた「絶対領域」に異常な拘りを持っており、時々それが会話の中に出てしまう為、美尾を怒らせている。なお前述のアゲハをアニ・コンメンバーの下へ派遣した張本人でもある。

## 実写ドラマ
アニメイトTVにて配信（2008年4月7日-9月22日）。また、アニメイト店内でも上映されていた。全23話。
関連商品
- アニ・コン SHORT DRAMA BEST SELECTION VOL.1（2008年アニメイト夏のAVまつり景品）

## ドラマCD
現在のところすべて非売品であり、アニメイトにおいてポイント交換景品やフェア景品として配布されている。
関連商品
- アニメイト・コンシェルジュ Voice Section Ⅰ（ポイント交換景品、2009年4月-）
- アニメイト・コンシェルジュ MINI Voice Section Ⅰ【特訓編】（2009年夏のAVまつり景品）
- アニメイト・コンシェルジュ MINI Voice Section Ⅱ【休息編】（ポイント交換景品、2009年10月-）
- アニメイト・コンシェルジュ MINI Voice Section Ⅲ【試験編】（2009年冬のAVまつり景品）
- アニメイト・コンシェルジュ MINI Voice Section Ⅳ【入れ替わり編】（ポイント交換景品、2010年3月-）

## WEBラジオ
ドラマCD版のキャストがパーソナリティをつとめていた。番組名の「VOICEきゃらびぃ」は、2009年12月で終了したラジオ「アニメ店長!子安・岩田のVOICEきゃらびぃ」より引き継いだもの。2010年12月20日分（同12月24日放送）全24回をもって放送終了（過去3回分については、バックナンバーとして引き続き視聴可能である）。
概要
- タイトル：平川・下野の君のためなら頑張っちゃうよ! アニ・コン RADIO VOICEきゃらびぃ[2]
- 配信期間：2010年1月14日-12月24日（全24回）
- 配信日：木曜日（月2回）
- 配信サイト：アニメイトTV

パーソナリティ
- 平川大輔（美尾蓮役）
- 下野紘（恵虎史役）

ゲスト
- 第2回：高城元気（「アニ・コン」桃水優津樹役）
- 第3回：「月刊Asuka」副編集長
- 第4回：細谷佳正（「刀語」鑢七花役）
- 第5回：下野紘（「バカとテストと召喚獣」吉井明久役）
- 第6回：木村良平（「東のエデン」滝沢朗役）
- 第7回：新谷良子（「荒川アンダー ザ ブリッジ」鉄人兄弟・鉄郎役）
- 第8回：浜田賢二（「東京鬼祓師 鴉乃杜學園奇譚」雉明零役）
- 第9回：高坂篤志（「Axis powers ヘタリア」プロイセン役） ※この回のゲストコーナーは「アニ・コン」紫乃崎芳人役の越田直樹が平川の代役を務めた。
- 第10回：水島大宙（「GIANT KILLING」椿大介役）
- 第11回：諏訪部順一（「うたの☆プリンスさまっ♪」神宮寺レン役）
- 第12回：豊永利行（「デュラララ!!」竜ヶ峰帝人役）
- 第13回：間島淳司（「ぬらりひょんの孫」鴉天狗役）
- 第14回：ELISA（ELISA店長としてアニメイトテーマソング「アニメイトのうた」歌唱）
- 第15回：津田健次郎（「薄桜鬼」風間千景役）
- 第16回：広瀬友祐（「マグダラなマリア」）
- 第17回：関俊彦（「イマジンあにめ3」モモタロス役）
- 第18回：宣伝担当・杉山（「ミュージカル『テニスの王子様』」）
- 第19回：小林沙苗（「方言恋愛」）
- 第20回：森久保祥太郎（「恋愛番長　命短し恋せよ乙女！　Love is Power」）
- 第21回：鳥海浩輔（「咎狗の血」アキラ役）
- 第22回：小越勇輝・和田琢磨（「ミュージカル『テニスの王子様　青学vs不動峰』」）
- 第23回：阪口大助（「銀魂」志村新八役）